# Hindon (Otago)
Pour les articles homonymes, voir Hindon.
Hindon  est une petite localité de l’intérieur de la région d’Otago, dans l’Île du Sud de la Nouvelle-Zélande. 

## Situation
Elle est localisée à 24 kilomètres au nord-ouest de la cité de Dunedin dans la chaîne de The Silverpeak (en), tout près de l’angle de la plaine de Strath Taieri (en). 
La ligne de chemin de fer de la ligne des gorges de Taieri passe à travers la ville de Hindon sur son chemin entre la cité de Dunedin et la ville de Middlemarch.

## Population
Hindon a actuellement une population d’environ 70 personnes. 
Au moment de la ruée vers l’or, la population était d’environ 1 200 habitants.

## Toponymie
Hindon fut dénommée par le super-intendant provincial John Hyde Harris (en), qui possédait des terres dans le secteur, bien que l’origine du nom lui-même soit inconnue.
La zone était un centre d’activité important durant la dernière partie de la ruée vers l'or du centre d'Otago, avec plusieurs mines ayant fonctionné pour l’extraction du quartz chargé en or (en)  au niveau de la localité de Hindon et à proximité de « Barewood». 
La taille du centre-ville a régressé nettement après la fin de la ruée vers l’or. 
Il reste peu de chose de ces mines, bien que l’on puisse trouver quelques restes de batteries de tri au hasard chez quelques fermiers locaux.